# Rob Van Dam
Robert Alexander Szatkowski (Battle Creek, Míchigan, 18 de diciembre de 1970), más conocido como Rob Van Dam (frecuentemente abreviado a RVD), es un actor y luchador profesional estadounidense. Actualmente trabaja como embajador para la empresa WWE. Es muy conocido por su trabajo en la ECW, Impact Wrestling y AAA.
Szatkowski es tres veces Campeón Mundial al haber obtenido una vez el Campeonato Mundial de la ECW, una vez el Campeonato de la WWE y el Campeonato Mundial Peso Pesado de la TNA. Además, ha sido dos veces Campeón Mundial en Parejas de la ECW, una vez Campeón Mundial de la Televisión de la ECW, seis veces Campeón Intercontinental de la WWF/E, cuatro veces Campeón Hardcore de la WWF/E, una vez Campeón Europeo de la WWE, dos veces Campeón Mundial en Parejas de la WWE, una vez Campeón en Parejas de la WWE y una vez Campeón de la División X de la TNA. Gracias a esto, es Campeón de Triple Corona. Además, ganó el Money in the Bank en WrestleMania 22. Además, Van Dam participó del evento estelar de Triplemanía XIX, saliendo derrotado ante Dr. Wagner Jr.

## Primeros años
Szatkowski creció en Battle Creek, Míchigan, estudió y se graduó en prensa de la Escuela de Pennfield. Rob hizo su primera aparición en televisión en la WWF en 1987 en un segmento con "The Million Dollar Man" Ted DiBiase. En ese momento, DiBiase seleccionaba a la gente del público y ofreciendo pagarles si realizaban actos degradantes y le eligió a él a los 16 años para besarle los pies a cambio de 100 dólares, aceptando. Este aspecto temprano se incluyó más tarde como una característica de la prima en el programa WWE Before They Were.

## Carrera

### Inicios
Rob Van Dam hizo su primera aparición en la WWF en 1987 en un segmento de "The Million Dollar Man" Ted DiBiase. Salió como un joven a quien le iban a ofrecer 100 dólares por besar el pie de DiBiase, aparición fue incluida en el DVD de la WWE Before They Were Superstars.
Rob Van Dam debutó en 1990 después de ser entrenado por The Sheik, su primera lucha fue contra Dango Nguyen en Toledo (Ohio). El apodo de Rob Van Dam y Robbie V fue puesto por Ron Slinker, un promotor en Florida. Szatkowski luchó en varias promociones independientes en Míchigan, incluido USWA y South Atlantic Pro Wrestling. En SAPW, él ganó su primer campeonato el Campeonato en Parejas de SAPW, en julio de 1992 con Chaz Rocco. Luego fue contratado por la WCW en 1992. En WCW no tuvo muchas apariciones. Luego volvió a luchar en All Japan Pro Wrestling.

### Extreme Championship Wrestling (1996-2001)

#### 1996–1997

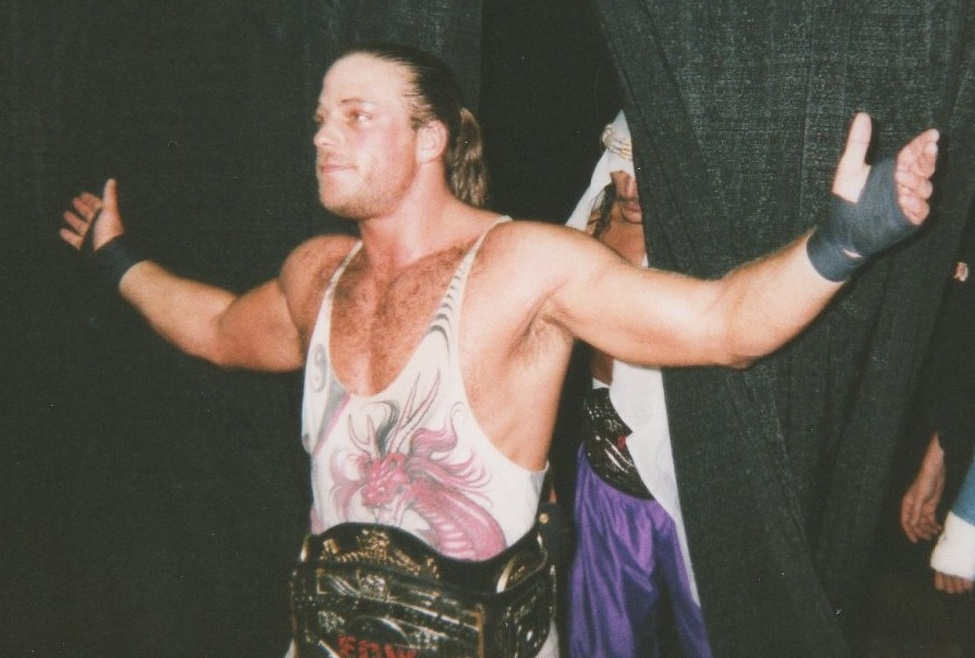
Sabu junto a Rob Van Dam como Campeones Mundiales en Pareja de la ECW.

En enero de 1996, Van Dam firmó con la empresa de Paul Heyman Extreme Championship Wrestling (ECW), derrotando a Axl Rotten en su debut en House Party. Su primera lucha por un título fue el 30 de marzo de 1996, donde se enfrentó a 2 Cold Scorpio por el Campeonato de la Televisión de la ECW, lucha que terminó en empate, por lo que Scorpio retuvo el campeonato.
Tras esto, empezó un feudo con Sabu tras perder ante él en Hostile City Showdown. Tras la lucha, Van Dam se negó a mostrar respeto a Sabu, por lo que desencadenó en una revancha en A Matter of Respect, la cual fue ganada por Van Dam. Debido a las estipulaciones del combate, Sabu le ofreció la mano al ganador, pero Van Dam siguió ignorándole, abandonando el ring y cambiando a heel y uniéndose a Bill Alfonso como su mánager. En Hardcore Heaven, ambos se enfrentaron de nuevo, ganando Sabu la pelea. Tras esto, se enfrentaron de nuevo en un Stretcher match en The Doctor is In, perdiendo Van Dam.
Van Dam derrotó a Doug Furnas en un emparejamiento. Tras la pelea, Van Dam ofreció a Furnas un apretón de manos, pero Furnas atacó a Van Dam, comenzando una rivalidad entre los dos. Furnas se alió con Dan Kroffat, convirtiendo la rivalidad en un dos contra uno. Van Dam buscó un socio dentro de la ECW y en Unluckily Lottery se emparejó con su anterior rival, Sabu. Comenzando a formarse una de las mejores parejas de la historia de la ECW. La pareja Van Dam-Sabu derrotó a la pareja Furnas-Kroffat en When Worlds Collide II y High Incident.
El siguiente feudo de Van Dam y Sabu fue contra The Eliminators (John Kronus y Perry Saturn), la primera pelea entre ambas parejas fue el 1 de noviembre.Las siguientes peleas entre ambos fueron por lograr el título de parejas de la ECW, la primera pelea tuvo lugar enCrossing the Line Again donde vencieron The Eliminators, el siguiente intento de asalto al título por parte de Van Dam y sabu fue en Cyberslam en un TLC, con victoria final para The Eliminators.
En mayo de 1997 ECW "invadió" la World Wrestling Federation's (WWF) en su programa Monday Night RAW. Jerry "The King" Lawler entonces prometió que él intervendría en un espectáculo de ECW para ganar venganza, cuando Lawler hizo su aparición en ECW tenía a RVD y Sabu, dos pilares de la ECW con él. Tras esto Van Dam cortó promos con la ECW diciendo que él era demasiado bueno para ECW y tendría que estar en uno de los “dos grandes” (WWF o WCW) en uno de sus programas de la noche de lunes.A pesar de su arrogancia y “traición” hacia la ECW, a corto plazo Van Dam fue aplaudido por los fanes que reconocían su atletismo y maniobras únicas.
En su vuelta a la ECW el 13 de junio Van Dam continuo formando pareja con Sabu y comenzando una rivalidad con Tommy Dreamer que deseó ganar venganza contra Van Dam por su traición a la ECW. El 21 de junio, RVD y Sabu consiguieron la victoria sobre Tommy Dreamer y Sandman. Van Dam y Sabu volvieron a emerger victoriosos de su enfrentamiento con Dreamer y Sandman en Orgy of Violence. El siguiente enfrentamiento entre Van Dam y Dreamer fue en Born to Be Wired en un hardcore match ganado por Van Dam.

#### 1998–2001
En 1998, Van Dam comenzó una Fatal for way con Shane Douglas, Bam Bam Bigelow y Chris Candido. En House Party, RVD derrotó a Bam Bam Bigelow. En CyberSlam, Van Dam y Sabu cayeron derrotados ante Shane Douglas y Bam Bam Bigelow.
La popularidad de Van Dam aumentó cuando consiguió su primer oro de ECW, el 4 de abril cuando derrotó Bam Bam Bigelow para ganar el ECW Television Championship. Después de ganar el título, RVD se empezó a conocer como The Whole F'n Show. RVD hizo la primera defensa del título el 10 de abril contra Doug Furnas, ganando por Van Dam. Sabu también expresó interés por el campeonato de Van Dam, conduciendo a una pelea por el título entre ellos. Van Dam defendió el título contra Sabu en Wrestlepalooza. El 4 de marzo del 2000, Van Dam tuvo que renunciar al título debido a una lesión en su pierna, teniendo el récord como el campeón Televisivo de la ECW más largo (un total de 700 días). Hizo su regreso el 9 de septiembre del 2000, enfrentándose a Rhyno por el Campeonato Televisivo de la ECW, lucha que perdió. Después de ese combate, se fue de la ECW para firmar en la WWF (aunque su debut fue en la InVasión).

### World Wrestling Federation/ Entertainment (2001-2007,2009)

#### 2001
Después de que la ECW quebrara, Van Dam fue contratado por la WWF, haciendo su debut el 9 de julio de 2001 en RAW, atacando a Kane y a Chris Jericho. Tras esa noche, cinco luchadores de la WWF y cinco luchadores de la WCW pelearon contra diez de la ECW, incluyendo a Rob Van Dam. La pelea nunca sucedió, ya que los luchadores de la WCW se aliaron con los de la ECW.
En InVasión, Vam Dam derrotó a Jeff Hardy, ganando el Campeonato Hardcore de la WWF. Sin embargo, el 13 de agosto lo perdió ante el mismo, pero lo recuperó en SummerSlam en un Ladder match. Tras esto, lo retuvo ante Jericho en Unforgiven. Luego, durante The Invasion, se enfrentó a los líderes de la WWF Kurt Angle y de la WCW Steve Austin. El 10 de septiembre, en RAW, perdió el título ante Angle, pero debido a una interferencia de Austin, recuperó el título segundos después. Además, peleó por el Campeonato de la WWF de Austin en No Mercy en una lucha que incluyó a Angle, reteniendo el título Austin. Finalmente, la Storyline de The Invasion culminó en Survivor Series, en una lucha donde el bando ganador ganaba todo. En el evento, el Team WWF (The Rock, Chris Jericho, The Undertaker, Kane & Big Show) derrotaron al Team Alliance (Steve Austin, Kurt Angle, Booker T, Rob Van Dam & Shane McMahon), pero al tener Van Dam el Campeonato Hardcore, le permitieron mantener su trabajo. En Vengeance, perdió el Campeonato Hardcore ante The Undertaker.

#### 2002

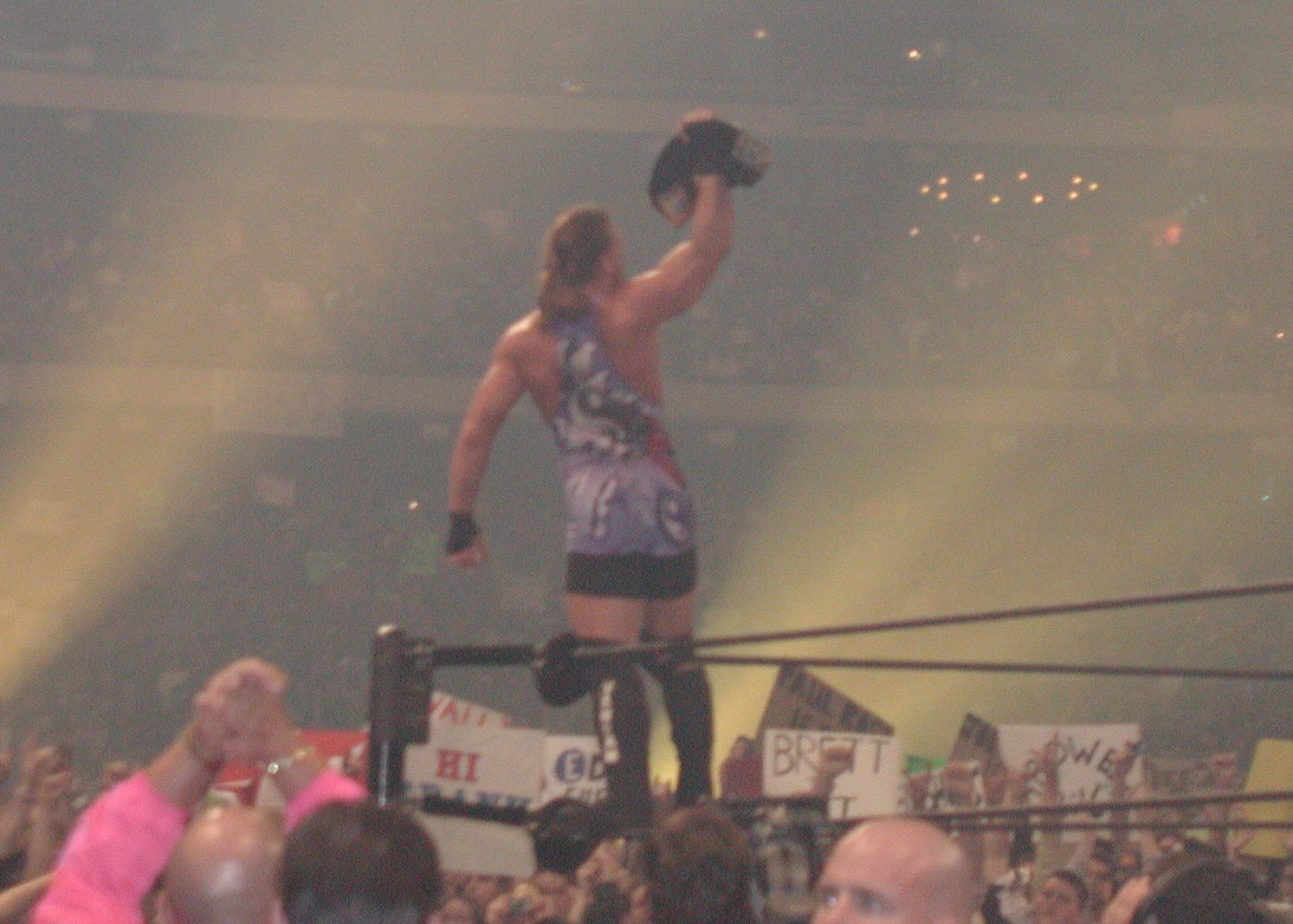
Van Dam marcó su debut en Wrestlemania ganando el Campeonato Intercontinental a William Regal en WrestleMania X8.

Van Dam participó en la Royal Rumble, pero fue eliminado por Booker T, por lo que en No Way Out derrotó a su compañero, Goldust. Tras esto, empezó un feudo con el Campeón Intercontinental William Regal, feudo que culminó en WrestleMania X8, derrotando Van Dam a Regal y ganando por primera vez el Campeonato Intercontinental. Tras esto, debido al Draft, fue asignado a la marca RAW, llevándose consigo el título y haciéndolo exclusivo de la marca tras retenerlo esa misma noche ante Kurt Angle. Sin embargo, en Backlash lo perdió ante Eddie Guerrero. Van Dam intentó recuperar el título al siguiente PPV, Insurrextion, pero ganó la lucha por descalificación al golpear Guerrero al árbitro con el título, por lo que no ganó el campeonato. Luego lo intentó recuperar en Judgment Day, pero perdió de nuevo. Finalmente, recuperó el título al derrotar a Guerrero el 27 de mayo en RAW. Participó en el King of the Ring, derrotando a Guerrero en la primera. Tras esto, derrotó a X-Pac y a Chris Jericho, llegando a la final, donde fue derrotado por Brock Lesnar. A causa de su derrota, empezó un feudo con Lesnar, luchando ambos por el Campeonato Intercontinental de Van Dam en Vengeance, ganando Van Dam al ser Lesnar descalificado por lanzar a Paul Heyman contra el árbitro. Además, el 22 de julio, derrotó a Jeff Hardy, ganando su Campeonato Europeo en una lucha donde ambos títulos estaban en juego. Debido a la victoria de Van Dam, el Campeonato Europeo se unificó con el Intercontinental.
Tras esto, empezó un feudo con Chris Benoit después de que el 29 de julio de 2002 en RAW le derrotara, ganando el Campeonato Intercontinental, por lo que Van Dam pidió la revancha en SummerSlam, pelea que ganó Van Dam, consiguiendo por tercera vez el título. Luego, el 29 de agosto, se enfrentó al Campeón Hardcore de la WWE Tommy Dreamer con ambos títulos en juego en una pelea de unificación, siendo el ganador de dicho combate Rob Van Dam, siendo el último Campeón Hardcore al unificar el título con el Intercontinental. Más tarde, Van Dam empezó un feudo con Triple H alrededor del Campeonato Mundial Peso Pesado de la WWE. El 16 de septiembre de 2002 en RAW, perdió el Campeonato Intercontinental ante Chris Jericho tras una interferencia de Triple H. A causa de esto, él y Triple H se enfrentaron en Unforgiven por el título de Triple H, pero perdió Van Dam después de una interferencia de Ric Flair. Debido a esto, empezó un feudo con Flair, derrotándole en No Mercy. Luego, se clasificó para participar en la primera Elimination Chamber en Survivor Series por el Campeonato Mundial Peso Pesado de la WWE de HHH, enfrentándose a Shawn Michaels, Chris Jericho, Kane, Triple H y Booker T, siendo eliminado en primer lugar por Booker T. Durante esta lucha, casi mata accidentalmente a triple H al aplicarle mal un "Five-Stars Frog Splash", por lo que su push le fue retirado. A pesar de esto, el 18 de noviembre de 2002 en RAW derrotó a Chris Jericho y Booker T, convirtiéndose en el contendiente número 1 para el Campeonato Mundial Peso Pesado de Shawn Michaels. El 25 de noviembre en RAW, se enfrentó a Michaels por el título, ganando por descalificación después de que Triple H atacara a Michaels. El 2 de diciembre, Van Dam perdió frente a Triple H e una pelea por ser el contendiente número uno al mismo título con Michaels como árbitro especial.

#### 2003

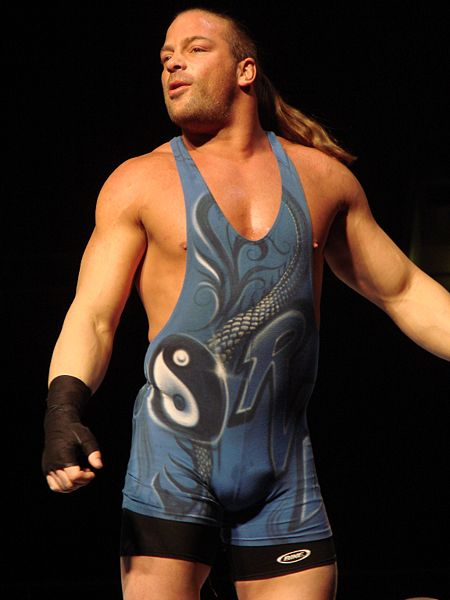
Rob Van Dam en un SmackDown! evento en vivo.

A finales de 2002, empezó a hacer pareja con Kane. En Royal Rumble, participó entrando como el número 12, eliminando a Jeff Hardy y a A-Train, siendo ayudado por Kane. Sin embargo, fue él quien le eliminó de la lucha. A pesar de esto, siguieron haciendo pareja, enfrentándose a los Campeones Mundiales en Parejas de la WWE en No Way Out (William Regal & Lance Storm) y WrestleMania XIX (Lance Storm & Chief Morley), perdiendo ambas luchas. Sin embargo, Kane & Rob Van Dam ganaron el título el 31 de mayo en RAW en una lucha donde también participaron The Dudley Boyz, frente a los cuales lo retuvieron en Backlash en una lucha con Chief Morley como árbitro especial. En Judgment Day participó en una Battle Royal para coronar a un nuevo Campeón Intercontinental de la WWE, pero fue eliminado. 
Tras esto, iniciaron un feudo con La Résistance (René Duprée & Sylvain Grenier), reteniendo ante ellos el título en Insurrextion, pero perdiéndolo en Bad Blood. Tras esto, Kane obtuvo una oportunidad por el Campeonato Mundial Peso Pesado de la WWE de Triple H, pero al perder Kane, tuvo que desenmascararse. Al ser desenmascarado, se volvió loco (Kayfabe) y atacó a Rob Van Dam, dejándole inactivo. Van Dam regresó antes de SummerSlam, iniciando un feudo con Kane al atacarle. Finalmente, en el evento, fue derrotado en un No Holds Barred match. Tras disolver el equipo, Van Dam volvió a luchar por el Campeonato Intercontinental, siendo derrotado en Unforgiven ante el campeón Christian en una lucha donde también participó Chris Jericho. Sin embargo, el 29 de septiembre en RAW, ganó el título por cuarta vez al derrotar a Christian. En Survivor Series, el Team Bischoff (Chris Jericho, Christian, Randy Orton, Scott Steiner & Mark Henry) derrotaron a Team Austin (Shawn Michaels, Rob Van Dam, Booker T, Bubba Ray Dudley y D-Von Dudley), siendo Van Dam eliminado a Henry, pero siendo eliminado por el miembro de Evolution, Randy Orton. A causa de esto, empezó un feudo con él y su grupo, perdiendo el Campeonato Intercontinental ante Orton en Armageddon.

#### 2004

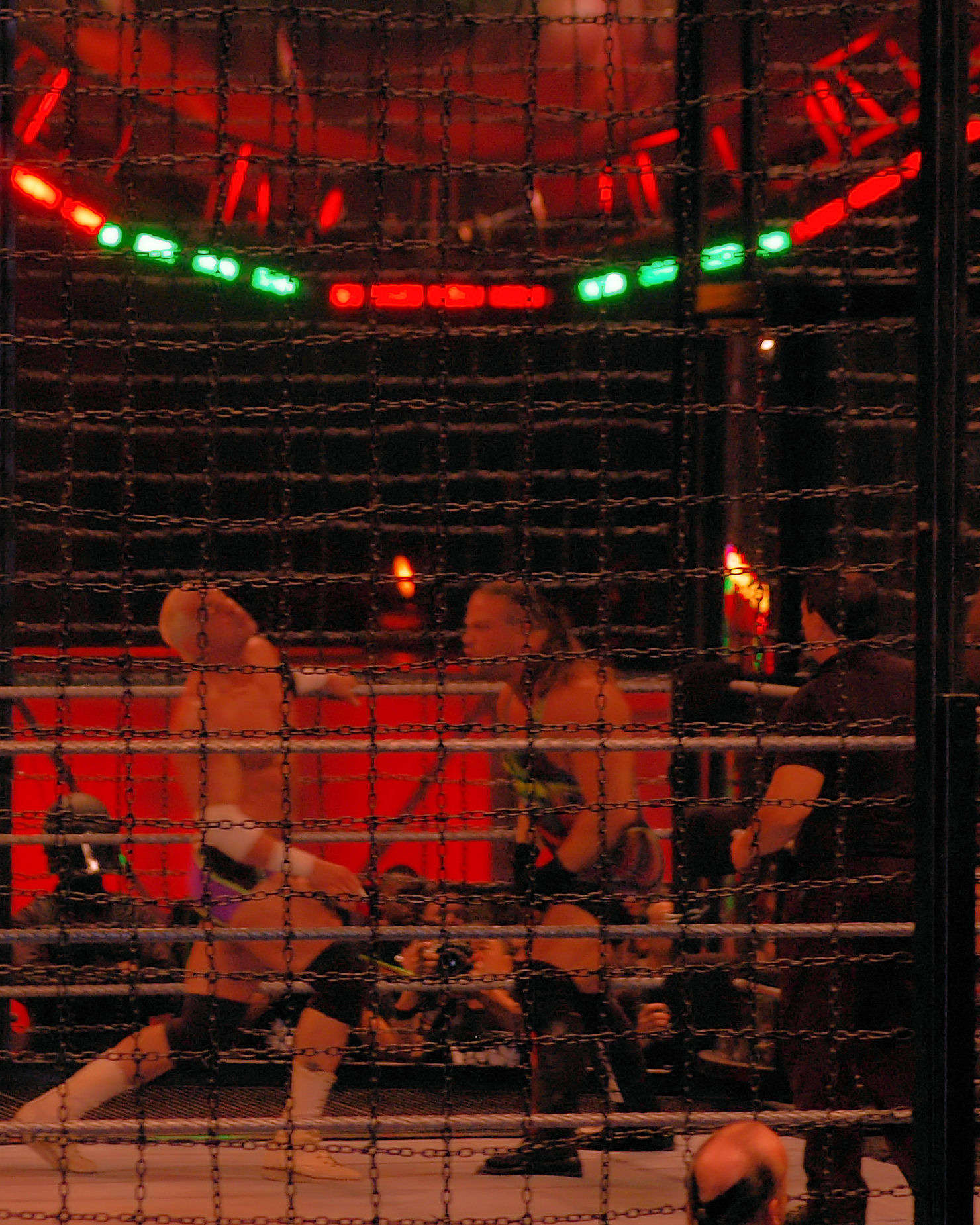
A pesar de ser un evento exclusivo de la ECW, en December to Dimember fue el único ECW Original que luchó en la Extreme Elimination Chamber por el Campeonato Mundial de la ECW.

Van Dam continuó su feudo con Randy Orton, derrotando el 5 de enero a Mark Henry, ganando una oportunidad por el Campeonato Intercontinental de la WWE de Orton, lucha que se cobró la semana siguiente, siendo derrotado. Participó en Royal Rumble, pero fue eliminado por The Big Show. Tras esto, continuó su feudo con Evolution, enfrentándose de nuevo a Orton por el título el 9 de febrero en una lucha que incluyó a Booker T. Luego formó una pareja con Booker T, derrotando el 16 de febrero a los miembros de Evolution y Campeones Mundiales en Parejas Ric Flair & Batista. Tras retenerlo ante parejas como La Résistance, Matt Hardy & Test en RAW o en Wrestlemania XX ante Garrison Cade & Mark Jindrak, The Dudley Boyz y La Résistance, los perdieron durante el Draft ante Flair & Batista. Durante el Draft, Van Dam fue trasladado de RAW a SmackDown!, por lo que no pudo usar su revancha. En SmackDown! inició un breve feudo con Charlie Haas, terminando cuando se enfrentó junto a Booker T a Haas & Big Show, ya que Booker T atacó a Van Dam, empezando un feudo ambos que les llevó a una lucha el 22 de abril, venciendo Booker T después de que The Dudley Boyz, quienes habían interferido a favor de Van Dam le atacaran. A causa de esto, hizo pareja con Rey Mysterio, derrotando a The Dudley Boyz en Judgment Day.
Luego, se pactó una lucha entre él, Booker T, John Cena y René Dupree en Great American Bash por el Campeonato de los Estados Unidos de Cena, por lo que los participantes tuvieron varias peleas antes del evento, durante el cual Cena retuvo el campeonato. Después de varios intentos más por capturar el título, volvió a hacer pareja con Mysterio y empezaron a luchar por el Campeonato en Parejas de la WWE, enfrentándose a Kenzo Suzuki & René Dupree en No Mercy, lucha que perdieron. En Survivor Series, el Team Guerrero (Eddie Guerrero, The Big Show, Rob Van Dam & John Cena) derrotaron a Team Angle (Kurt Angle, Carlito, Luther Reigns & Mark Jindrak). Finalmente, el 9 de diciembre, Van Dam & Mysterio ganaron el Campeonato en Parejas de la WWE al derrotar a Dupree & Suzuky, reteniendo el título ante ellos en Armageddon.

#### 2005-2006
El 13 de enero de 2005, Rey Mysterio & Rob Van Dam perdieron el Campeonato en Parejas de la WWE ante The Basham Brothers en un combate en el que también participaron Eddie Guerrero & Booker T y Mark Jindrak & Luther Reigns. Tras esto, el 27 de enero, se sometió a una cirugía de rodilla que lo mantuvo inactivo durante medio año, siendo cambiado durante su ausencia de SmackDown! a RAW por el Draft, siendo insultado y atacado por Carlito en su presentación en la marca. Sin embargo, durante su recuperación, apareció en ECW One Night Stand, haciendo una promo y siendo atacado por Rhyno y salvado por Sabu. 

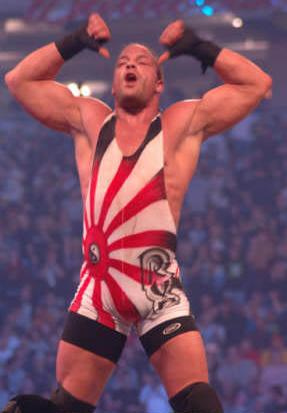
Van Dam fue seleccionado por Paul Heyman para luchar en la nueva ECW, coronándole Campeón Mundial de la ECW.

Hizo su regreso en Royal Rumble, vengándose de Carlito al eliminarle, eliminando también a Road Warrior Animal, pero fue eliminado por el ganador, Rey Mysterio. Tras esto, participó en un torneo para definir al retador al Campeonato de la WWE en Wrestlemania 22 ante John Cena. Derrotó a Carlito el 6 de febrero, pero en la semifinal, quedó empate junto a The Big Show, por lo que el 20 de febrero hubo una lucha entre Van Dam, Show y el otro finalista, Triple H, siendo el último el ganador del torneo. Sin embargo, Van Dam derrotó a Trevor Murdoch, ganando un puesto en el Money in the Bank Ladder match de WrestleMania 22, siendo Van Dam el ganador de esa edición. Sin embargo, Van Dam empezó un feudo con otro participante del Money in the Bank, el Campeón Intercontinental Shelton Benjamin, enfrentándose ambos en Backlash, apostando Van Dam el maletín del Money in the Bank y Benjamin su título. Finalmente, Van Dam ganó la lucha, poseyendo el maletín y el título al mismo tiempo. Sin embargo, el 6 de mayo en RAW, participó en un combate junto al Campeón de la WWE John Cena contra Benjamin, Chris Masters & Triple H en un combate donde el que fuera cubierto, perdería el campeonato a favor del que cubriera, combate en el cual Benjamin cubrió a Van Dam, perdiendo el título. 
Sin embargo, antes de One Night Stand, empezó un feudo con Cena al decirle que usaría su contrato del Money in the Bank en el evento. Finalmente, en One Night Stand, se enfrentaron en un Extreme Rules match, ganando Van Dam su primer Campeonato Mundial después de una interferencia de Edge. Después de eso, Paul Heyman, al ver sus logros, le obsequió con el resucitado Campeonato Mundial de la ECW, siendo así el primero en poseer ambos títulos simultáneamente. A causa de su interferencia, Edge pidió una oportunidad por el título, la cual le fue concedida en Vengeance, reteniendo Van Dam el título. Sin embargo, el 3 de julio perdió el Campeonato de la WWE ante Edge en un combate donde también participó Cena y el 4 de julio, el de la ECW ante Big Show debido a la traición de su mánager, Paul Heyman. Tras esto, fue suspendido durante 30 días por violar el programa antidrogas de la WWE.
A su vuelta, siguió luchando en ECW, derrotando a Big Show en un ladder match, ganando una oportunidad por el Campeonato Mundial de la ECW. Esta oportunidad se la cobró en December to Dismember en la Extreme Elimination Chamber por el Campeonato Mundial de la ECW. Durante la lucha, eliminó a CM Punk, aunque fue el tercero eliminado por Test.

#### 2007

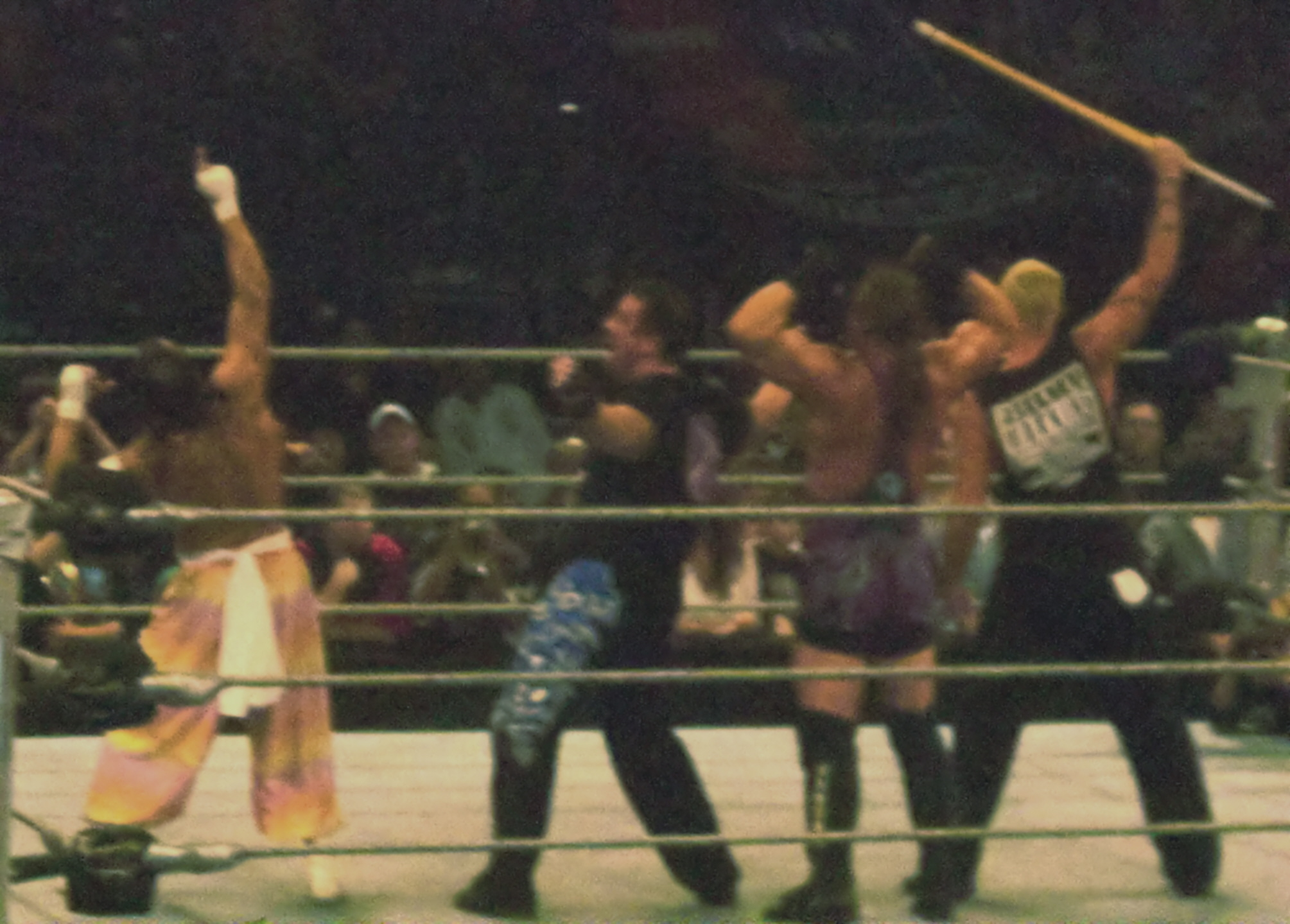
El regreso de la ECW hizo que Sabu, Tommy Dreamer, Sandman y RVD se unieran, formando the ECW Originals.

Van Dam inició el año peleando en tres ocasiones por el Campeonato Mundial de la ECW frente a Bobby Lashley, pero perdió las tres. Participó en el Royal Rumble, pero fue eliminado por The Great Khali. También luchó en el dark match de No Way Out, derrotando a Shelton Benjamin. Tras esto, formó un stable junto a Tommy Dreamer, Sabu y The Sandman, siendo conocidos como ECW Originals, iniciando un feudo con los nuevos luchadores de la ECW, The New Breed (Elijah Burke, Matt Striker, Marcus Cor Von & Kevin Thorn). Durante este feudo, ECW Originals derrotaron a The New Breed en WrestleMania 23, pero fueron derrotados por ellos la siguiente semana en un Extreme Rules match. Después de eso, participó en una lucha contra sus compañeros para determinar un nuevo retador al Campeonato Mundial de la ECW de Vince McMahon, ganando Van Dam, pero perdiendo la lucha por el título al ser derrotado por el representante de McMahon, Umaga. 
En mayo empezó un feudo con Randy Orton cuando en RAW Orton no paró de atacarle. A causa de esto, lucharon en One Night Stand, ganando Van Dam en un Stretcher match. Sin embargo, al acabar la lucha, Orton le aplicó su Running punt kick, lesionándole (Kayfabe). Durante su ausencia, dejó la empresa. A pesar de eso, apareció durante el 15º aniversario de RAW, derrotando a Santino Marella en pocos segundos. También fue un participante sorpresa en la Royal Rumble 2009, pero fue eliminado por Chris Jericho.

### Circuito independiente (2007-2010, 2011)

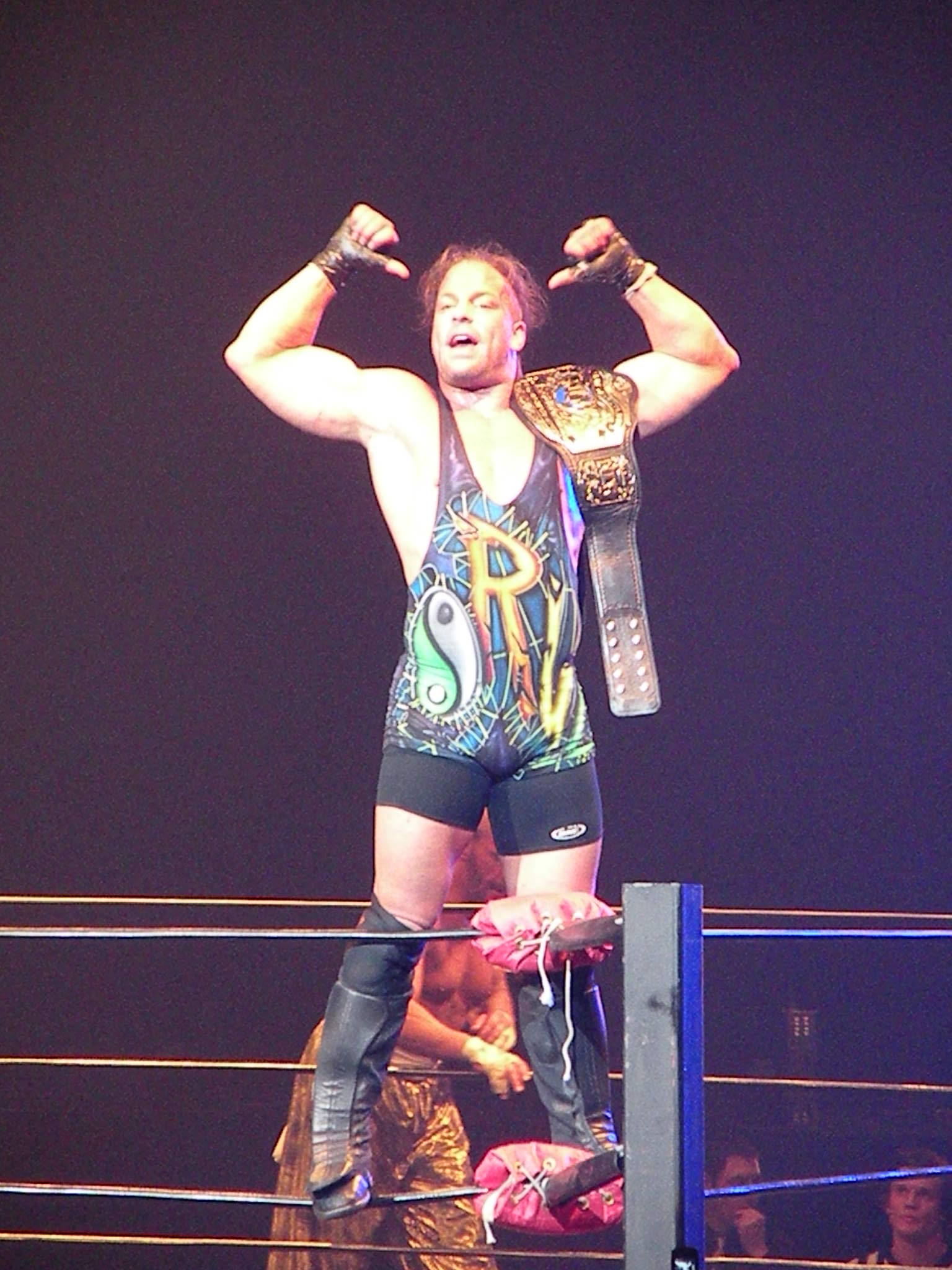
Van Dam siendo el No Limits Wrestling (NLW) Champion en American Wrestling Rampage.

Van Dam peleó en la Nu Wrestling Evolution (NWE) en el tour por Canarias, consiguiendo la victoria en sus respectivos combates. El día 10 y 11 de julio de 2008 participó en los show de NWE en Murcia y en Málaga y Huelva, en el primero ganando a Orlando Jordan y en el segundo haciendo equipo con Kishi y Black Pearl derrotando a Orlando Jordan, Heidenreich y Chris Mordetsky. En el 2009, volvió a la WWE en Royal Rumble. También compitió en la American Wrestling Rampage (AWR) en un tour europeo, durante el cual ganó el Campeonato Peso Pesado de la promoción al derrotar a Sabu y al antiguo campeón Shawn Maxer. Sin embargo, lo perdió el 24 de marzo ante René Dupree en Burdeos, Francia. También ganó el Campeonato Mundial de la No Limits Wrestling. El 11 de septiembre de 2009 en la World Stars of Wrestling en Portimão, Portugal, RVD ganó el Campeonato Mundial de la WSW, al derrotar a Joe E. Legend. La siguiente noche lo defendió ante Lance Cade. El 30 de enero en el evento Kurt Russellreunion de PWG, derrotó a Chris Hero y Roderick Strong. Van Dam se presentó en el evento principal de Asistencia Asesoría y Administración Triplemanía XIX, representando a TNA, donde peleó contra Dr. Wagner Jr. por el Campeonato Latinoamericano de AAA donde fue derrotado después de que Wagner le hiciera un "Rope Hung DDT" contra una silla.

### Total Nonstop Action Wrestling (2010-2013)

#### 2010

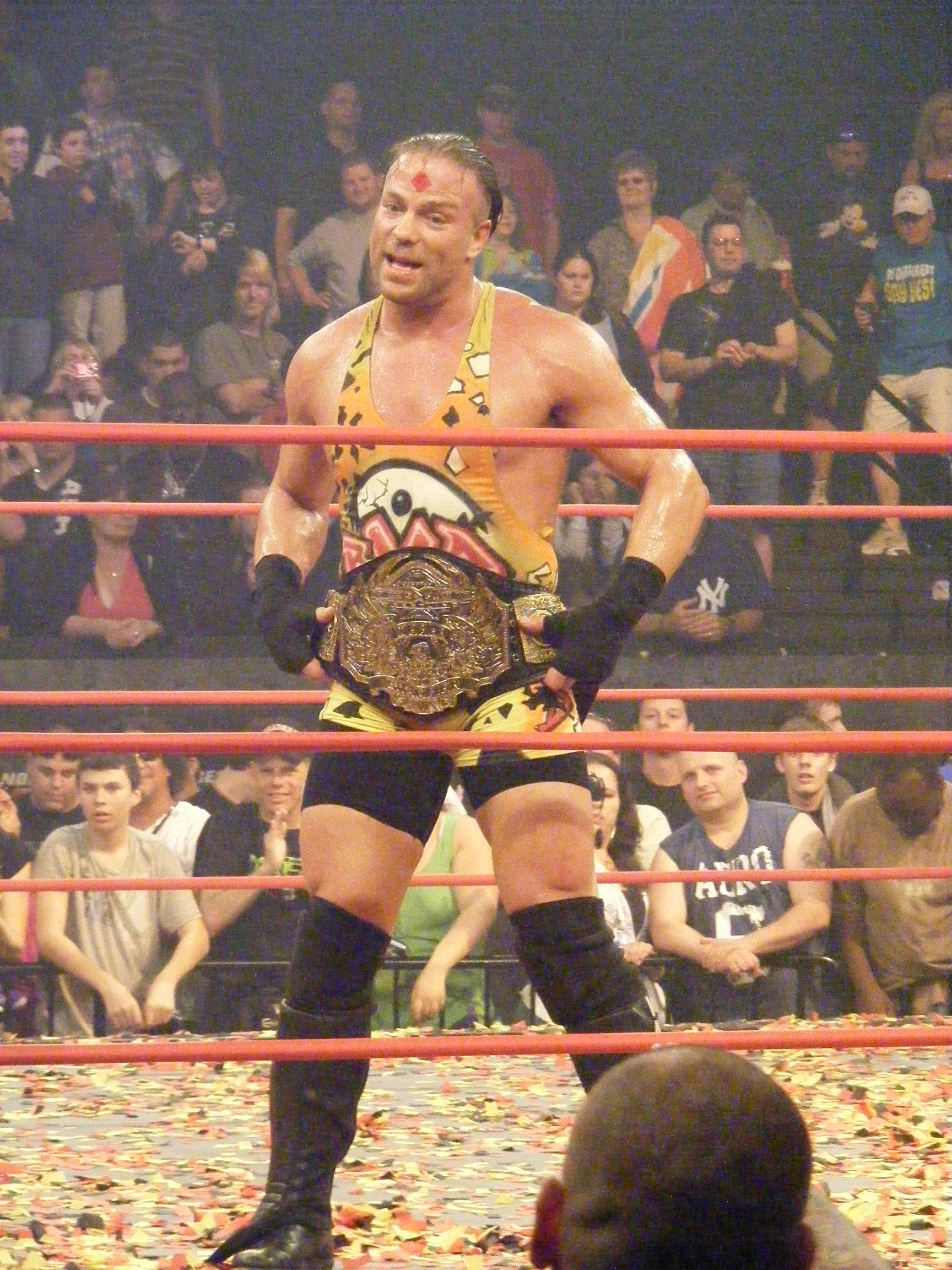
Van Dam después de ganar el Campeonato Mundial Peso Pesado de la TNA.

Van Dam hizo su debut en la Total Nonstop Action Wrestling (TNA) el 8 de marzo de 2010, derrotando a Sting. Tras esto, empezó un feudo junto a Jeff Hardy contra Beer Money, Inc., derrotando en Lockdown a James Storm. Además en ese evento, el Team Hogan (Abyss, Jeff Jarrett, Hardy & RVD, Derrotaron al team Flair (Sting, Desmond Wolfe, Robert Roode & Storm) y el 19 de abril en iMPACT! ganó el Campeonato Mundial Peso Pesado de la TNA al derrotar a A.J. Styles, empezando un feudo con él que culminó en Sacrifice, derrotando Van Dam a Styles y reteniendo el título. Tras esto, se reveló que el ganador del ranking para ser el retador a su título era Sting, por lo que ambos empezaron un feudo, durante el cual Sting le atacó y robó el cinturón el 10 de junio en iMPACT! Sin embargo, Van Dam derrotó a Sting en Slammiversary VIII, reteniendo el campeonato. Luego, en Victory Road, retuvo el título ante Mr. Anderson, Abyss y Jeff Hardy. El 8 de agosto en Hardcore Justice, Van Dam iba a enfrentar a Jerry Lynn, pero debido a la lesión de este, enfrentó a Sabu en un Hardcore Rules Match, ganando el combate. Durante ese tiempo, continuó su feudo con Abyss, derrotándole en otra lucha el 12 de agosto, en The Whole F*n Show. Sin embargo, tras la lucha fue atacado por Abyss, lesionándole de gravedad (Kayfabe), por lo que dejaron vacante el Campeonato Mundial Peso Pesado de la TNA. Van Dam hizo su regreso el 23 de septiembre, reanudando su feudo con Abyss, a quien derrotó en Bound for Glory en un Monster's Ball Match. Sin embargo, al final del evento, fue golpeado por el miembro de They Jeff Hardy cuando acudió a pedirle explicaciones por su alianza con el grupo. Después de ser traicionado por Hardy, la semana siguiente, Eric Bischoff le dijo que tuviera cuidado, ya que un miembro de EV 2.0 también le traicionaría. A causa de esto, empezó a desconfiar de EV 2.0, ya que las tres semanas tras Bound for Glory luchó en peleas multitudinarias con Sabu, Raven y Rhino, perdiendo siempre por culpa de ellos. Tras esto, acusó a Tommy Dreamer de ser el traidor, enfrentándose a él en Turning Point. Después de derrotarle, Van Dam le dio un abrazo, liberándole de las sospechas. Sin embargo, el 11 de noviembre de 2010, se enfrentó en Impact! a Kazarian por una oportunidad por el Campeonato Mundial Peso Pesado, pero perdió la lucha, ya que Rhino interfirió y le aplicó una "Gore" a Van Dam, revelándose como el traidor dentro de EV 2.0. A causa de esto, retó a Rhino a un First Blood Match en Final Resolution, el cual ganó Van Dam después de un "Van Daminator".

#### 2011

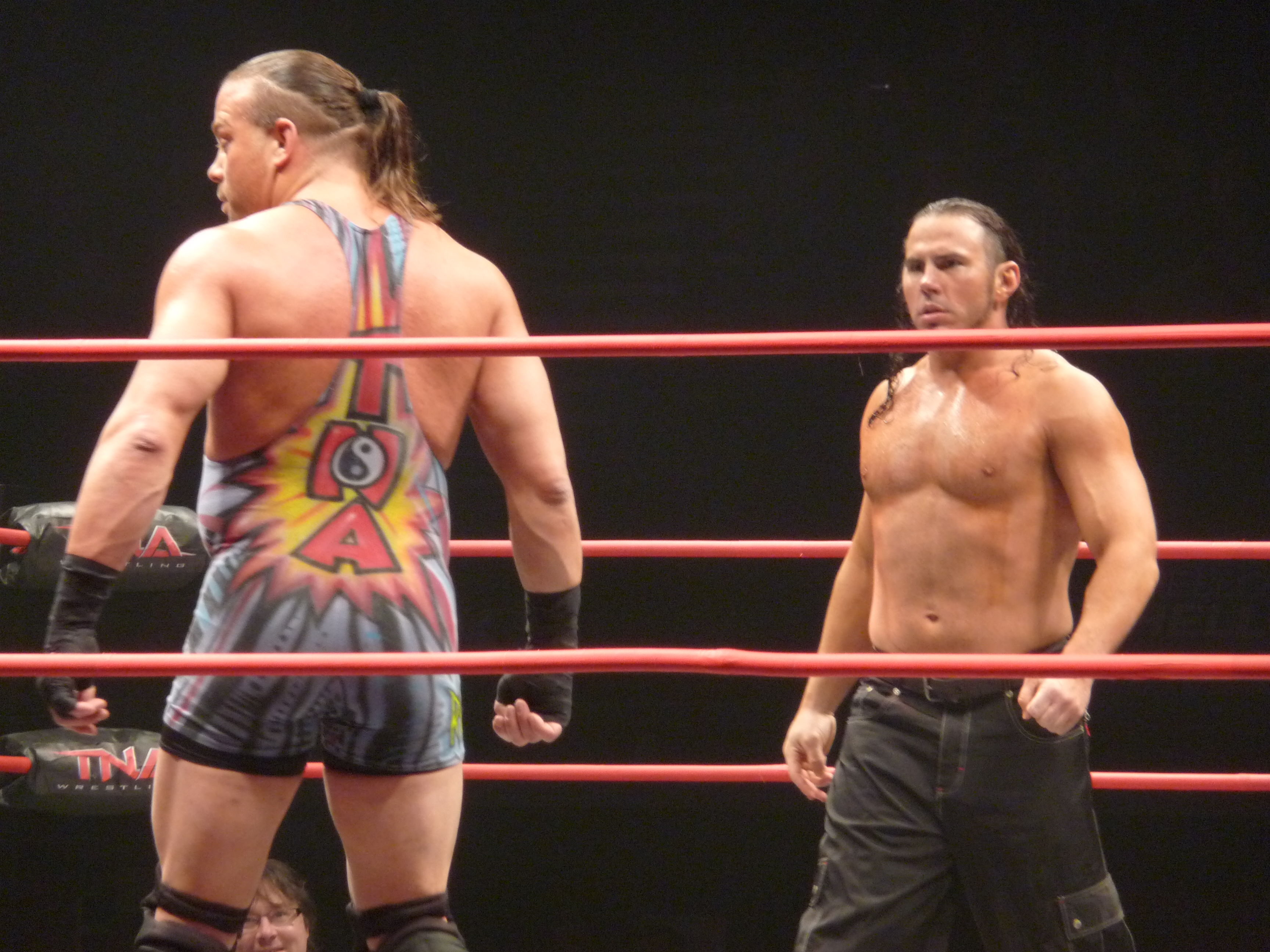
En 2011, empezó un feudo con el grupo Immortal, siendo Matt Hardy su primer rival.

Tras esto su victoria en Final Resolution, siguió insistiendo a Eric Bischoff para que le diera su revancha por el Campeonato Mundial Peso Pesado, por lo que pactó una lucha en Genesis ante un rival sorpresa, combate que si ganaba Van Dam, obtendría su oportunidad ante Hardy. En el evento, perdió ante el hermano de Jeff, Matt Hardy, quien hizo su debut en la empresa. Sin embargo, Vam Dam lo derrotó en la revancha en Against All Odds. Tras esto, volvió a intentar luchar por el Campeonato Mundial Peso Pesado de la TNA, enfrentándose a Mr. Anderson en Victory Road por una oportunidad por el título. Sin embargo, ninguno ganó el combate, ya que perdieron ambos por cuenta de fuera. La semana siguiente se enfrentaron en otro combate que incluía a A.J. Styles y Bully Ray, pero volvieron a quedar empatados al hacerse un doble pinfall. Finalmente, se volvieron a enfrentar la semana siguiente con el campeón Sting como enforcer. Durante el combate, el árbitro quedó noqueado y Sting le reemplazó. Sin embargo, Anderson y él se pelearon, por lo que Van Dam ganó por descalificación. A pesar de esto, la semana siguiente permitió que se añadiera a Anderson al combate, el cual se celebró en Lockdown, reteniendo Sting. 
El Impact! posterior al evento, Sting, dijo que por su contrato podía elegir los rivales a los que se enfrentaría, eligiendo a Van Dam para enfrentarse a él en Sacrifice. Sin embargo, volvió a ser derrotado. Luego se enfrentó a Jerry Lynn en Destination X para ver quien era mejor luchador, ganado Van Dam. Durante los meses siguientes, participó en los Bound for Glory Series Match, un torneo donde el ganador podría ser retador al Campeonato Mundial Peso Pesado de TNA en Bound for Glory. A pesar de ganar sus primeros combates, en Hardcore Justice luchó contra el invicto Crimson, donde perdió por descalificación por la interferencia de Lynn, perdiendo puntos. Debido a lo sucedido en Hardcore Justice comenzó un feudo con Lynn luego que este interviniera en todas sus luchas, cambiando Lynn a heel. El 18 de agosto en Impact Wrestling, Lynn volvió a costarle su combate por las Bound for Glory Series Match contra A.J. Styles de la misma forma que en Hardcore Justice. El 1 de septiembre en Impact Wrestling, Van Dam se enfrentó a Gunner por los Bound for Glory Series Match, sin embargo Lynn le costó su combate a Van Dam, dejándolo fuera del torneo. Finalmente, en Bound for Glory se enfrentaron en un Full Metal Mayhem Match, la cual ganó de nuevo Van Dam. El 27 de octubre en Impact Wrestling, Van Dam derrotó a Christopher Daniels por descalificación, luego de que Daniels lo atacara con una caja de herramientas. Sin embargo, el 10 de noviembre en el episodio de Impact Wrestling, Van Dam impidió que Daniels hiciera uso de un destornillador sobre A.J. Styles, costándole el combate, comenzando un feudo. En Turning Point, derrotó a Christopher Daniels en un No Disqualification match. Sin embargo, el 1 de diciembre en Impact Wrestling, Daniels le costó a Van Dam el combate por el Campeonato Televisivo contra Robbie E. Finalmente en Final Resolution, Van Dam derrotó nuevamente a Christopher Daniels, finalizando el feudo.

#### 2012-2013

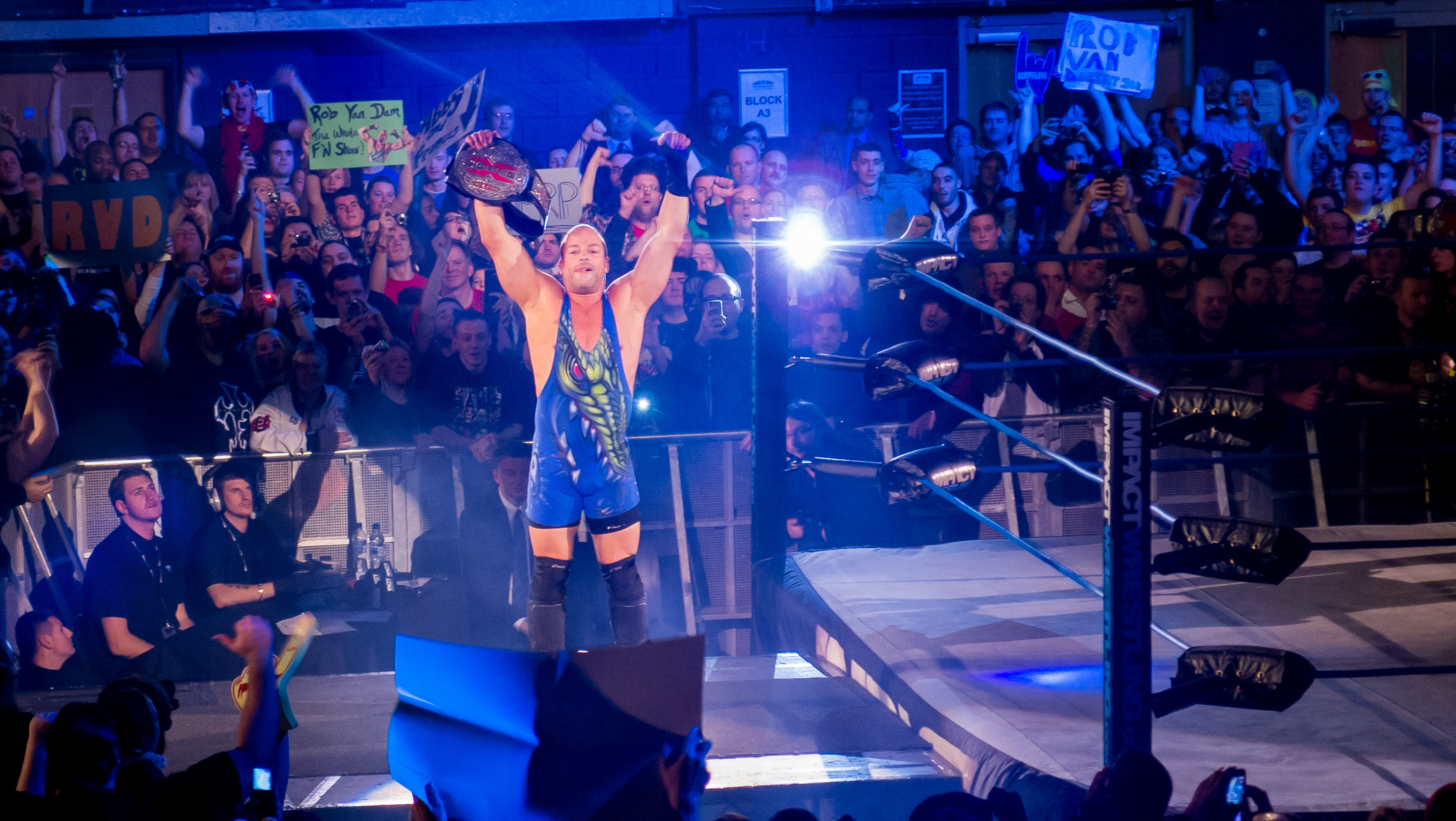
Al final de su carrera en TNA, Van Dam consiguió el Campeonato de la División X.

El 5 de enero en Impact Wrestling, Van Dam se enfrentó a Gunner, pero la lucha terminó en doble conteo fuera del ring. Después del combate, Gunner trató de lesionar a Van Dam, tratando de aplicarle un "Piledriver" contra el cemento, pero Van Dam logró liberarse a tiempo. En Genesis, fue derrotado por Gunner cuando le aplicó un "DDT" en el cemento, teniendo que salir del pabellón en camilla. Después de 3 meses inactivo, Van Dam hizo su regreso durante unos eventos en vivo a finales de marzo.
Después de varios meses inactivo en televisión, hizo su regreso el 12 de abril de 2012, siendo anunciado como miembro del Team Garrett en el Lethal Lockdown Match de Lockdown, donde su equipo se alzó con la victoria frente al Team Eric. La semana siguiente en Impact Wrestling derrotó a Jeff Hardy y Mr. Anderson convirtiéndose en el retador al Campeonato Mundial Peso Pesado, comenzando un feudo con el campeón Bobby Roode. Dos semanas después RVD pondría en juego su oportunidad titular enfrentando a Jeff Hardy, Mr. Anderson y Bobby Roode, pero logró ganar, por lo cual pudo elegir la estipulación de su combate por el título, eligiendo un Ladder Match. En el evento Sacrifice enfrentó a Roode por el Campeonato Mundial Peso Pesado en un Ladder Match, pero fue derrotado. El 24 de mayo en el Open Fight Night, retó a Gunner, para saldar las cuentas del pasado (Gunner había lesionado unos meses atrás a Van Dam), logrando derrotarlo. En Slammiversary, Van Dam se enfrentó a Jeff Hardy y Mr. Anderson en una lucha por una oportunidad al Campeonato Mundial Peso Pesado de TNA, combate que Anderson ganó. En Hardcore Justice derrotó a Magnus y Mr. Anderson en un Falls Count Anywhere Match obteniendo 20 puntos en el BFG Series. Sin embargo, en su último combate del torneo, celebrado el 6 de septiembre, fue derrotado por Bully Ray, costándole su paso a la semifinal. Tras su derrota, Magnus se rio de él y le llamó viejo, lo que les llevó a un combate en No Surrender, el cual ganó Van Dam. El 4 de octubre en Impact Wrestling, fue derrotado por Samoa Joe en un combate por el Campeonato Televisivo de la TNA.
En Bound for Glory se enfrentó a Zema Ion por el Campeonato de la División X de la TNA, derrotando al campeón y ganando por primera vez el título. El 25 de octubre tuvo su primera defensa, ante el excampeón, a quien derrotó. Sin embargo, después del combate fue atacado por Joey Ryan y Matt Morgan. Esto les llevó a un combate la semana siguiente, donde Ryan derrotó a Van Dam gracias a la ayuda de Morgan, ganando con esto un combate titular. Ambos se enfrentaron en Turning Point, donde retuvo el campeonato. Cuatro días después, lo retuvo de nuevo frente a Kid Kash. En Final Resolution retuvo el título tras derrotar a Kenny King. En Genesis retuvo el Campeonato de la X Division tras derrotar a Christian York. El 25 de enero de 2013, en Mánchester (Inglaterra), Reino Unido, retuvo el título ante King y Zema Ion. Finalmente, perdió el título el 28 de febrero de 2013 ante King. Luego se supo que su contrato había expirado y estaba negociando uno nuevo con WWE.

### WWE (2013-2014)
El 16 de junio durante el evento WWE Payback se anunció su regreso para el día 14 de julio en el evento Money in the Bank, dos semanas después en RAW fue incluido en la lucha de Money In The Bank para obtener un contrato de una lucha por el Campeonato de WWE. En Money in the Bank no logró ganar el combate. El 15 de julio derrotó a Chris Jericho en su regreso a Monday Night RAW. El 19 de julio de 2013 en las grabaciones de Friday Night SmackDown hizo su regreso al show después de 7 años enfrentándose a Darren Young en el cual ganó. Una semana después, en SmackDown, luchó por una oportunidad por el Campeonato Mundial de Peso Pesado pero no logró ganar siendo el ganador Christian. El 12 de agosto en RAW, ganó una Batalla Real para enfrentarse a Dean Ambrose en Summerslam por el Campeonato de los Estados Unidos, sin embargo en dicha lucha ganó por descalificación debido a la interferencia de Roman Reigns y Seth Rollins sin poder obtener el título. Tras esto, empezó un feudo con el campeón Mundial Peso Pesado Alberto del Río. Durante su feudo, Del Río atacó a su presentador Ricardo Rodríguez, quien empezó a presentar a Van Dam tras eso. En Night of Champions, se enfrentaron por el título, donde Van Dam ganó por descalificación cuando Del Río le aplicó su "Cross Armbreaker", Van Dam tocó las cuerdas y Alberto no le soltó a la cuenta de cinco, ganando el combate, pero no el campeonato. Tras el combate, Van Dam le aplicó un "Van Terminator" con una silla a Del Río. Eso les llevó a otro combate tres semanas después en Battleground en un Hardcore match, donde Van Dam perdió cuando Del Río le forzó a rendir. Después del combate anunció que se tomaría un tiempo de descanso. 
Hizo su regreso el 7 de abril de 2014 en RAW, derrotando a Damien Sandow. La semana siguiente entró en un torneo por una oportunidad al Campeonato Intercontinental, donde derrotó a Alberto del Río por pinfall en la primera ronda y a Cesaro por cuenta de fuera en la segunda, pero perdió en la final ante Bad News Barrett debido a un ataque de Cesaro. En Extreme Rules se enfrentó a Cesaro y Jack Swagger, donde Swagger fue el primer eliminado por RVD y Van Dam fue el segundo eliminado por Cesaro. El 19 de mayo en RAW, ganó un Beat the Clock Challenge match al derrotar a Del Río en el menor tiempo posible, ganando una oportunidad por el Campeonato Intercontinental en Payback. Sin embargo, fue derrotado por el campeón Bad News Barrett en el evento. En Money in the Bank participó en el Money in the Bank Ladder match, pero fue ganado por Seth Rollins. El 1 de julio fue anunciado como un participante en la Battle Royal por el título Intercontinental en Battleground, pero no pudo participar por una lesión. En el Kick-off de SummerSlam derrotó a Cesaro. Su última lucha fue perdiendo ante Seth Rollins en un show de SmackDown. Luego de esto, se tomó un tiempo de descanso.

### Circuito independiente (2015-2019)
Aunque nunca se supo si Rob Van Dam fue despedido o renunció a WWE, en 2015, Rob Van Dam ha aparecido en muchos programas de circuito independiente incluyendo una presentación de noche en la empresa de Tommy Dreamer, House of Hardcore.
En junio de 2015, había realizado en el Citi Field para la leyendas de la lucha y Rob Van Dam derrotó a Scott Steiner por pinfall. Tras ser atacado por Steiner y Doc Gallows después del combate, Goldberg hizo su regreso salvando y atacando a Gallows y a Steiner. Van Dam hizo frente a John Morrison en el Pro Wrestling Syndicate en Rahway, Nueva Jersey. El 24 de octubre de 2015, fue derrotado por Morrison.

### Regreso a la WWE (2019-2023, 2024-presente)
A pesar de su asociación con Impact Wrestling, Van Dam regresó una noche a WWE para el episodio especial de Raw Reunion de Monday Night Raw el 22 de julio de 2019.
Luego de una fuerte especulación, WWE y Fox Sports anunciaron el 29 de marzo que Van Dam sería un miembro del Salón de la Fama de la WWE de 2021.
El 28 de abril de 2023, Van Dam apareció en Friday Night SmackDown! para anunciar las selecciones de segunda ronda del draft de la WWE para RAW. Aparecería la próxima semana en RAW, el 1 de mayo, para anunciar las selecciones de cuarta ronda del draft para Friday Night SmackDown!.
El 13 de septiembre de 2024, Van Dam se presentó en el regreso de SmackDown a USA Network.
En octubre de 2024, Van Dam firmó un contrato de leyendas con la WWE.
Van Dam apareció en el episodio del 29 de octubre de 2024 de NXT para anunciar su participación en NXT 2300.

### Regreso a Impact Wrestling (2019–2020)
El 8 de febrero de 2019, se reveló que Van Dam volvería a TNA, ahora llamado Impact Wrestling en su show United We Stand. En el evento del 4 de abril de 2019, se unirá a Sabu para enfrentar a  Lucha Bros (Pentagón Jr. y  Fénix).
A principios de 2020, Van Dam formó parte de un grupo de censores llamado "Cancel Culture" junto con Joey Ryan y Jake Crist. Sin embargo, esta historia terminó abruptamente cuando se rescindió el contrato de Ryan en medio de más de una docena de acusaciones de agresión sexual. Su última historia con Impact Wrestling fue con Sami Callihan, antes de dejar la promoción en septiembre de 2020.
El 23 de marzo de 2021, Sabu confirmó que Van Dam será exaltado en el WWE Hall of Fame de la clase del 2021.

### Pro Wrestling Noah (2022)
El 30 de abril de 2022, se anunció que Van Dam haría su debut en el ring en Pro Wrestling Noah de CyberFight el 12 de junio en el CyberFight Festival 2022. Estaba programado para formar equipo con el dúo Stinger, Hayata y Yoshinari Ogawa para enfrentarse. Kaito Kiyomiya, Daisuke Harada y Yo-Hey.

### All Elite Wrestling (2023)
El 2 de agosto de 2023, Van Dam hizo su debut en All Elite Wrestling (AEW), apareciendo en AEW Dynamite para desafiar al Campeón de FTW Jack Perry en nombre de su antiguo rival Jerry Lynn. En Dynamite de la semana siguiente, Van Dam desafió sin éxito a Perry por su título de campeonato en una lucha de FTW Rules. Van Dam luego hizo varias apariciones más formando equipo con Hook.

## Vida personal
El 11 de noviembre de 2021, se casó en una ceremonia íntima con su novia de años, la fisicoculturista y luchadora estadounidense Katie Forbes, el 12 de junio de 2025, en un post en X, anunciaron que están esperando a su primer hijo.
Szatkowski ha entrenado kickboxing. Al crecer en Battle Creek, estudió artes marciales en dos dojos locales. Recibió instrucción en disciplinas como el karate, taekwondo y aikido. En 1990, ocupó el segundo lugar en el concurso Kalamazoo Heavyweight Toughman. Szatkowski también es un abierto defensor de las vitaminas y los suplementos para el culturismo y lo atribuye a la influencia de su madre.

#### Filmografía
- 1995 Superluchas como Mercenario
- 1997 Bloodmoon como "holandés"
- 1999 City Guys como él mismo (1 episodio, "El Trainmania IV")
- 2000 18 Wheels of Justice como Robert Laramie (1 episodio, "Outside Chance")
- 2000 The X-Files como el oponente de Burt (1 episodio, "Fight Club ")
- 2000 VIP como Major Talbot (1 episodio, "Survi-Val")
- 2001 Spy TV como varios (1 episodio)
- 2001 Ultimate Revenge como él mismo (2 episodios)
- 2002 Black Mask 2: City of Masks como "Claw"
- 2002 The Backyard como él mismo (es visible)
- 2005 Único en su clase como él mismo
- 2008 Hulk Hogan's Celebrity Championship Wrestling como él mismo (1 episodio, "Train with the Pros")
- 2009 Bosquejo de la vida como él mismo
- 2009 Memorias manchadas de sangre como él mismo
- 2010 El lado equivocado de la ciudad como Bobby Kalinowsky
- 2010 Family Feud como él mismo (5 episodios)
- 2012 Pruebas olímpicas de 2012 con Kurt Angle como él mismo (Funny or Die short)
- 2015 El Ataque de tiburón de 3 cabezas
- 2016 nueve leyendas
- 2016 Francotirador: Operaciones especiales como Vásquez
- 2016 Traveling the Stars: Action Bronson and Friends Watch Ancient Aliens como él mismo (1 episodio, "Alien Devastation")
- 2019 Testarudo como él mismo
- 2019 Segunda oportunidad para Navidad como Bobby
- 2020 Hora del té como figura de acción
- 2021 Asalto al VA-33 como cero

#### Actuación de voz
- 2011 Saints Row: El tercero como Bobby
- 2013 Saints Row IV como Bobby

## Campeonatos y logros
- All Star Wrestling

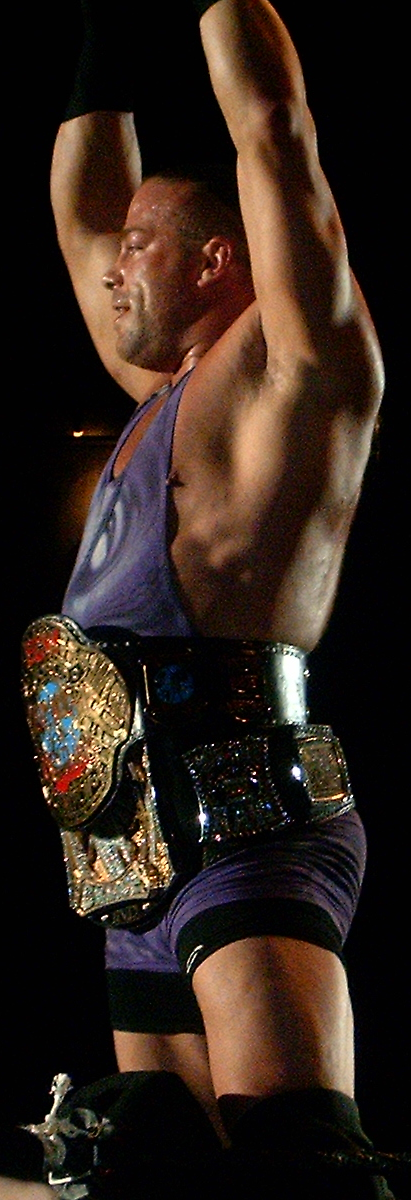
Rob Van Dam con el Campeonato de la ECW y el de la WWE.

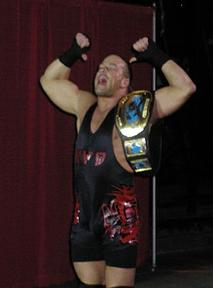
Rob Van Dam con el Campeonato Intercontinental y con su pose característica.

  - ASW Noth American HeavyWeight Champion (1 vez)

- American Wrestling Rampage
  - AWR World Heavyweight Championship (1 vez)[68]

- Extreme Championship Wrestling
  - ECW World Television Championship (1 vez)
  - ECW Tag Team Championship (2 veces) con Sabu

- International Wrestling Federation
  - IWF Television Champion (1 vez)

- Peach State Wrestling
  - PSW Cordele City HeavyWeight Champion (1 vez)

- South Atlantic Pro Wrestling
  - SAPR Tag Team Champion (1 vez) - con Chaz Rocco

- Total Nonstop Action Wrestling
  - TNA World Heavyweight Championship (1 vez)
  - TNA X Division Championship (1 vez)

- World Wrestling Federation/Entertainment/WWE
  - WWE Championship (1 vez)
  - ECW World Heavyweight Championship (1 vez)
  - WWF/E Intercontinental Championship (6 veces)
  - WWE European Championship (1 vez)
  - WWF/E Hardcore Championship (4 veces)
  - WWE World Tag Team Championship (2 veces) - con Kane (1) y Booker T (1)
  - WWE Tag Team Champion (1 vez) - con Rey Mysterio
  - Money in the Bank (2006)
  - Triple Crown Champion (decimoquinto)
  - Grand Slam Championship (noveno)
  - Racha invicta de cuatro victorias en WrestleMania
  - WWE Hall of Fame (2021)

- World Stars of Wrestling
  - WSW World HeavyWeight Champion (1 vez)

- Pro Wrestling Illustrated
  - PWI Regreso del año - 2001
  - PWI Regreso del año - 2010
  - PWI Luchador más popular del año - 2001
  - PWI Luchador más popular del año - 2002
  - Situado en el N.º 173 en los PWI 500 de 1992[69]
  - Situado en el N.º 121 en los PWI 500 de 1993[70]
  - Situado en el N.º 129 en los PWI 500 de 1994[71]
  - Situado en el N.º 199 en los PWI 500 de 1995[72]
  - Situado en el N.º 51 en los PWI 500 de 1996[73]
  - Situado en el N.º 32 en los PWI 500 de 1997[74]
  - Situado en el N.º 14 en los PWI 500 de 1998[75]
  - Situado en el N.º 2 en los PWI 500 de 1999[76]
  - Situado en el N.º 24 en los PWI 500 del 2000[77]
  - Situado en el N.º 59 en los PWI 500 del 2001[78]
  - Situado en el N.º 1 en los PWI 500 de 2002[79]
  - Situado en el N.º 10 en los PWI 500 de 2003[80]
  - Situado en el N.º 28 en los PWI 500 de 2004[81]
  - Situado en el N.º 18 en los PWI 500 de 2006[82]
  - Situado en el N.º 24 en los PWI 500 de 2007[83]
  - Situado en el N.º 15 en los PWI 500 de 2010[84]
  - Situado en el N.º 11 en los PWI 500 de 2011[85]
  - Situado en el N.º 152 dentro de los 500 mejores luchadores de la historia - PWI Years, 2003[86]